# بالتازار ماریا دی مورایس جونیور
بالتازار ماریا دی مورایس جونیور (به پرتغالی: Baltazar Maria Morais Júnior) بازیکن فوتبال در پست مهاجم اهل برزیل است که در شهر گویانیا و در تاریخ ۱۷ ژوئیهٔ ۱۹۵۹ به دنیا آمده‌است.

## باشگاهی
بالتازار ماریا دی مورایس جونیور در تیم‌های فوتبال سلتاویگو، اتلتیکو مادرید، پورتو، رن، گرمیو، پالمیراس، فلامینگو، پالمیراس و بوتافوگو سابقهٔ حضور دارد.

## تیم ملی
این بازیکن همچنین در سال، ۱۹۸۰ – ۱۹۸۹ ۶ بار برای، تیم ملی فوتبال برزیل به میدان رفته‌است و طی این مدت ۲ گل به ثمر رسانده‌است.